# Johannes Casparus Bergsma (1746-1793)
Johannes Casparus Bergsma (Dokkum, 16 oktober 1746 - Metslawier, 25 juni 1793) was een Nederlands bestuurder.

## Biografie
Bergsma was een zoon van Willem Bergsma (1706-1774), secretaris van Oostdongeradeel, en Romelia Schik (1714-1792). Hij werd op 19 oktober 1746 gedoopt in Dokkum.
In 1760 werd Bergsma ingeschreven aan de universiteit van Franeker en in 1765 was hij aldaar juridisch kandidaat. In 1766 promoveerde hij aan deze universiteit met als promotor Hermanus Cannegieter. Na zijn studie vervulde Bergsma verschillende ambten binnen de VOC. De familie Bergsma was ook nauw betrokken bij de VOC. Zo had zijn oom Adriaan Bergsma (1702-1780) een aanzienlijke positie bij de VOC-kamer van Amsterdam, was zijn neef Theodorus Bergsma (1745-1773) ordinaris raad van justitie te Batavia en is zijn nicht Titia Bergsma bekend geworden als de eerste Europese vrouw in Japan. Bergsma vertrok in 1773 met het schip Vrouwe Geertruida naar Batavia waar hij onderkoopman van het provisiemagazijn werd. In 1778 keerde hij terug naar Nederland.
Bergsma bekleedde ook andere bestuurlijke functies. Zo was hij gecommitteerde van de Provinciale Rekenkamer van Friesland en lid van Gedeputeerde Staten. In 1783 volgde hij zijn broer Petrus Adrianus Bergsma op als secretaris van de grietenij Dantumadeel welke ter plaatse grietman werd. Johannes was een vooraanstaand patriot. Hij maakte deel uit van het "Geheim Comité van Achten" waarin verder Regnerus Livius van Andringa de Kempenaer, Sipco Basseleur, Court Lambertus van Beyma, Egbert Sjuck Gerrold Juckema van Burmania Rengers, Hans Hendrik van Haersma, Willem Anne van Haren en Schelte Hessel Roorda van Eysinga zitting hadden. Dit comité bestond sinds 1781 en bereidde patriottistische besluiten voor die vervolgens door de Staten van Friesland werden bekrachtigd. Hoewel Bergsma en Van Beyma aanvankelijk  goede bondgenoten waren, zou Van Beyma zich in 1783 aansluiten bij de democratische patriotten en werd Bergsma de leidsman van de aristocratische patriotten. Daarnaast zorgde het vacant worden van het grietmanschap van Franekeradeel voor tweespalt tussen de twee, dit ambt ging uiteindelijk naar Bergsma. Door de verschuivende machtsverhouding nam Bergsma, evenals verscheidene andere patriotten, in 1787 de wijk naar Frankrijk. Hij zou echter niet uit zijn ambt gezet worden.
Blijkens een bewaard gebleven begrafenislepel werd Bergsma op 2 juli 1793 begraven in de kerk van Metslawier. Bij een opening van het graf van Christoffel van Sternsee (†1560) en Cunera van Ropta (†1555) in 1915 bleek Bergsma hier te zijn bijgezet.

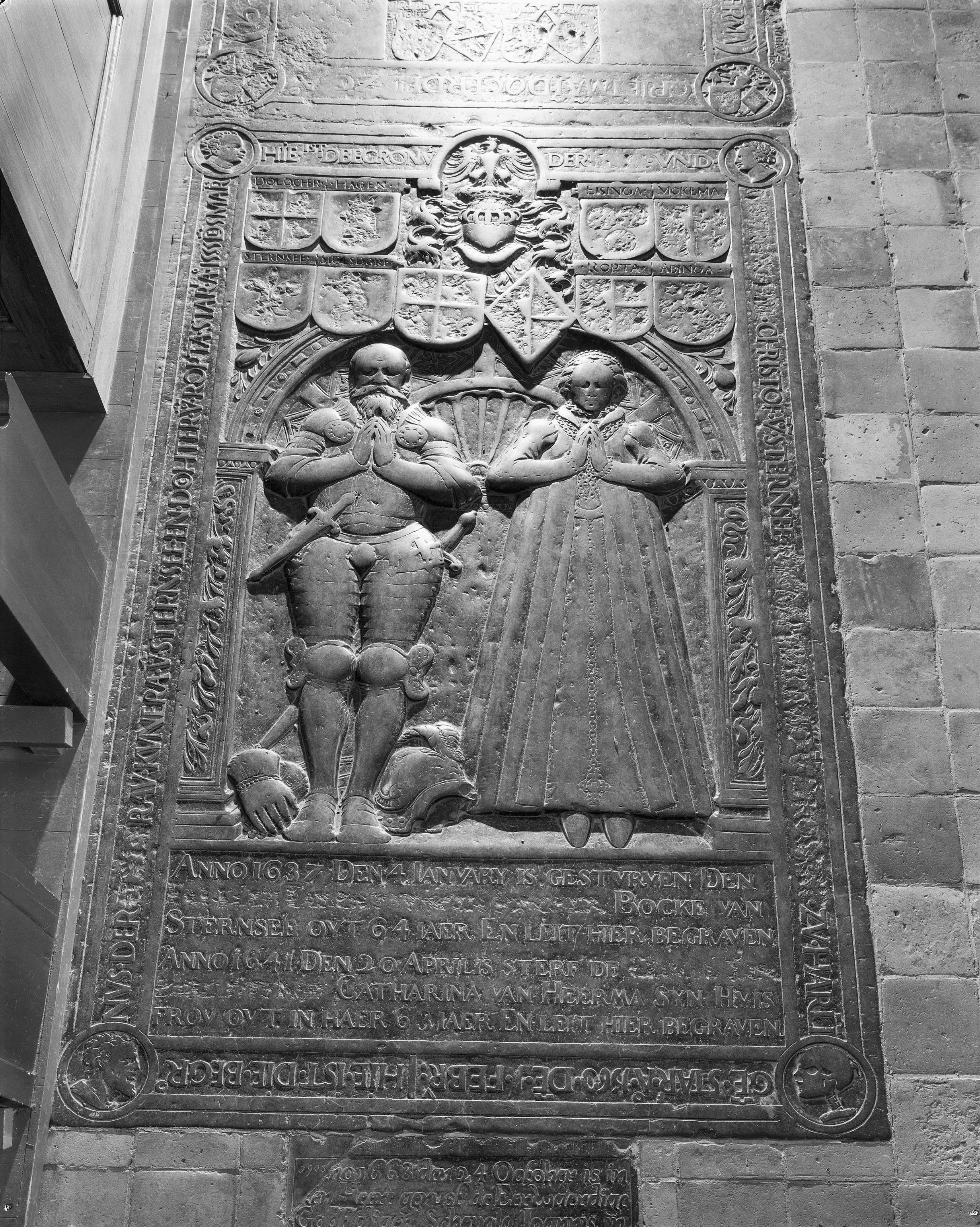
Grafzerk van het echtpaar Sternsee-Ropta uit de 16e eeuw. Bergsma bleek bij opening van dit graf in 1915 hier te zijn bijgezet.
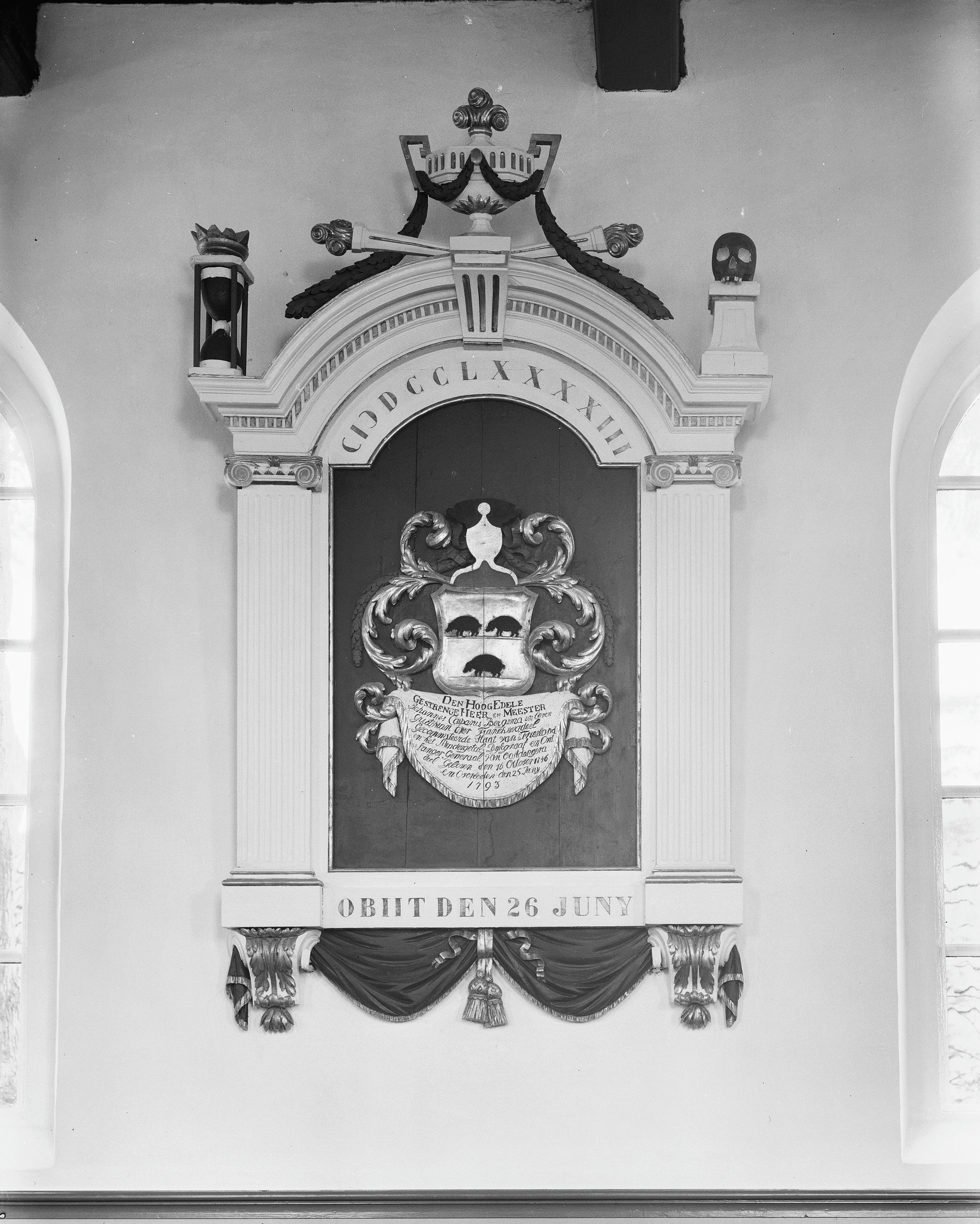
Rouwbord voor Bergsma in de kerk van Metslawier.

## Huwelijken en kinderen
Hoewel Bergsma niet getrouwd was, kreeg hij twee kinderen met Titia Brouwer die hij bij testament erkende:
- Johannes Casparus Bergsma (1780-1820), trouwde met zijn achternicht Sietske Gesina Bergsma. Hij was werkzaam als notaris te Leeuwarden.
- Johanna Bergsma (1777/78-1819), trouwde met Jean Louis le Maire, ontvanger en rechter te Leeuwarden.